# Scotopteryx burgaria
Scotopteryx burgaria är en fjärilsart som beskrevs av Eduard Friedrich Eversmann 1843. Scotopteryx burgaria ingår i släktet backmätare, och familjen mätare. Inga underarter finns listade.